# Robert Barbers (1969)
Robert Ace Barbers (Manilla, 31 mei 1969) is een Filipijns politicus. Robert Ace Barbers werd bij de verkiezingen van 2016 gekozen in het Filipijnse Huis van Afgevaardigden namens het 2e kiesdistrict van Surigao del Norte. Eerder was hij al van 1998 tot 2007 afgevaardigde namens datzelfde kiesdistrict. Van 2007 tot 2010 was Barbers gouverneur van de provincie Surigao del Norte. Bij de verkiezingen van 2010 verloor hij de verkiezingen voor het gouverneurschap van Sol Matugas en in 2013 verloor hij de verkiezingen om een zetel in het Huis.
Barbers is een zoon van voormalig senator Robert Barbers en Virginia Smith. Zijn broer Robert Dean Barbers was onder andere directeur van het Philippine Tourism Authority en voormalig raadslid van Makati City. Zijn andere broer Robert Lyndon Barbers was tot 2007 de gouverneur van Surigao del Norte en verloor in 2007 de verkiezingen voor een plek als afgevaardigde namens het 2e kiesdistrict van Surigao del Norte. Zijn enige zus Mary Grace Barbers leidt het familiebedrijf op diverse locaties op Mindanao.